# Утембаев, Ерик Мылтыкбаевич
Ерик Мылтыкбаевич Утембаев (род. 25 февраля 1966, Южно-Казахстанская область) — казахстанский государственный деятель, дипломат, Чрезвычайный и полномочный посол Казахстана.

## Биография
С декабря 2001 по сентябрь 2002 года — заместитель председателя Агентства по стратегическому планированию Республики Казахстан.
В сентябре 2002 года занял должность заместителя секретаря Совета безопасности — заведующего секретариатом Совета безопасности Республики Казахстан.
С 28 июля 2005 года — представитель Казахстана на переговорах по вопросам статуса Каспийского моря.
С 13 апреля 2006 по 18 марта 2009 — посол Казахстана в Иране.
С 18 марта 2009 года Указом Главы государства назначен Чрезвычайным и Полномочным Послом Республики Казахстан в Королевстве Бельгия.
19 мая 2009 года Указом Главы государства назначен Чрезвычайным и Полномочным Послом Республики Казахстан в Великом Герцогстве Люксембург, Главой Представительства Республики Казахстан при Европейском Союзе и в Организации Североатлантического договора (НАТО) по совместительству.
8 июня 2012 года Указом Главы государства назначен Чрезвычайным и Полномочным Послом Республики Казахстан Республике Польша, и освобожден от должности Чрезвычайного и Полномочного Посла Республики Казахстан в Королевстве Бельгия, Чрезвычайного и Полномочного Посла Республики Казахстан в Великом Герцогстве Люксембург, Главой Представительства Республики Казахстан при Европейском Союзе и в НАТО по совместительству.
В апреле 2016 года назначен Чрезвычайным и Полномочным Послом Республики Казахстан в Республике Узбекистан.
В октябре 2018 года временно отстранён от должности Чрезвычайного и Полномочного Посла Республики Казахстан в Республике Узбекистан. По сообщениям СМИ, дипломат подозревается в том, что, подписав заведомо фиктивные акты выполненных работ по строительству административного здания посольства Казахстана в Ташкенте, он нанёс ущерб государству в размере 140 миллионов тенге.
18 марта 2019 года освобождён от должности Чрезвычайного и Полномочного Посла Республики Казахстан в Республике Узбекистан.

## Личная жизнь
Женат, трое детей.

## Награды
- Орден Курмет
- Юбилейная медаль «Казахстан Республикасыны тауелсіздігіне 10 жыл»
- Медаль «За укрепление международной безопасности»